# Böttcherstraße

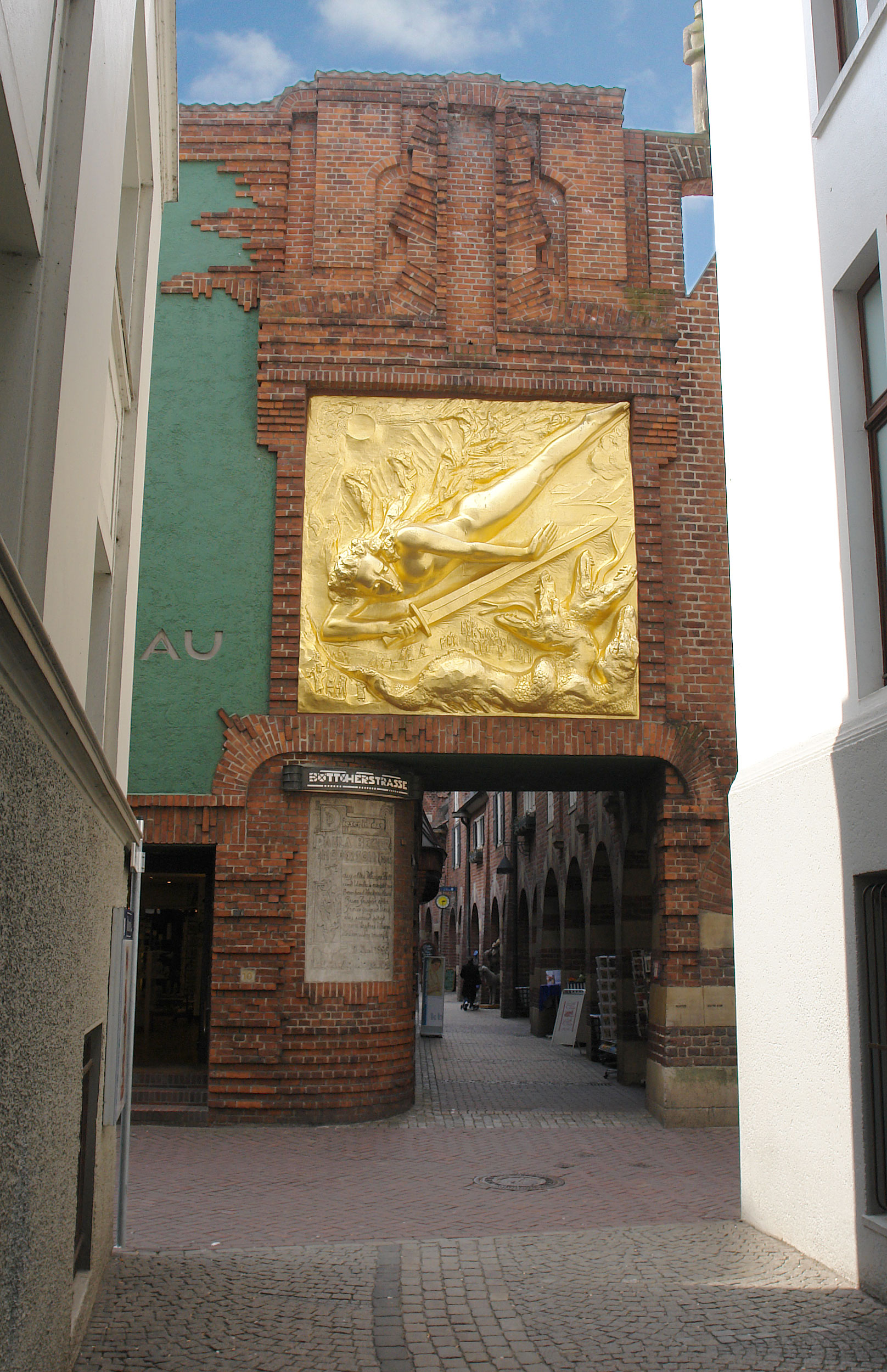
Entrée vers la Böttcherstraße avec le Lichtbringer (« Porteurs de Lumière ») par Hoetger (avril 1936).

La Böttcherstrasse (en allemand, Böttcherstraße), rue des tonneliers, des fabricants de barriques, est une rue de la vieille ville de Brême, d'une centaine de mètres environ, qui, de par son architecture, compte parmi les monuments culturels et les attractions touristiques de cette ville hanséatique. La plupart des bâtiments y ont vu le jour entre 1922 et 1931 et sont essentiellement dus à un négociant en café de Brême, Ludwig Roselius, qui a chargé Bernhard Hoetger d'en assurer la mise en forme artistique. La rue et ses constructions constituent un rare exemple d'architecture expressionniste. Plusieurs des maisons qu'on y trouve appartiennent au style de l'expressionnisme de briques.

## Histoire
L'histoire de la Böttcherstrasse remonte au Moyen Âge. Cette rue constituait  entre la Place du Marché et la Weser un lien important où s'étaient installés des tonneliers et autres fabricants de cuveaux, barils et barriques. Après la transplantation du port, vers le milieu du XIXe siècle, la Böttcherstrasse ne cessa de perdre de son importance.
C'est en 1902 (selon d'autres sources en 1906) que Ludwig Roselius fit l'acquisition de la maison n° 6 (actuellement musée im Roselius-Haus), sur l'insistance des propriétaires, pour y ériger ensuite le siège administratif de sa firme, qui fut par la suite à l'origine du café HAG (café Sanka en France). Roselius acheta petit à petit d'autres propriétés en bordure de la Böttcherstrasse.
Dans les années qui suivirent la Première Guerre mondiale, quelques bâtiments en ruines furent tout d'abord démolis.
En 1921, l'actuelle maison Roselius fut transformée en musée selon des plans de Eeg & Runge.
En 1926, Ludwig Roselius fait construire une maison sur les plans de Bernhard Hoetger pour y installer sa collection personnelle de toiles de la peintre expressionniste Paula Modersohn-Becker ; le musée Paula Modersohn-Becker ouvre le 2 juin 1927.

## Architecture et édifices remarquables
- Maison Robinson Crusoë
- Maison Saint-Pierre
- Maison des Sept Fainéants
- Maison Atlantis, conçue par Bernhard Hoetger et achevée en 1931 ; reconstruite en 1965 avec une nouvelle façade par Ewald Mataré[2].

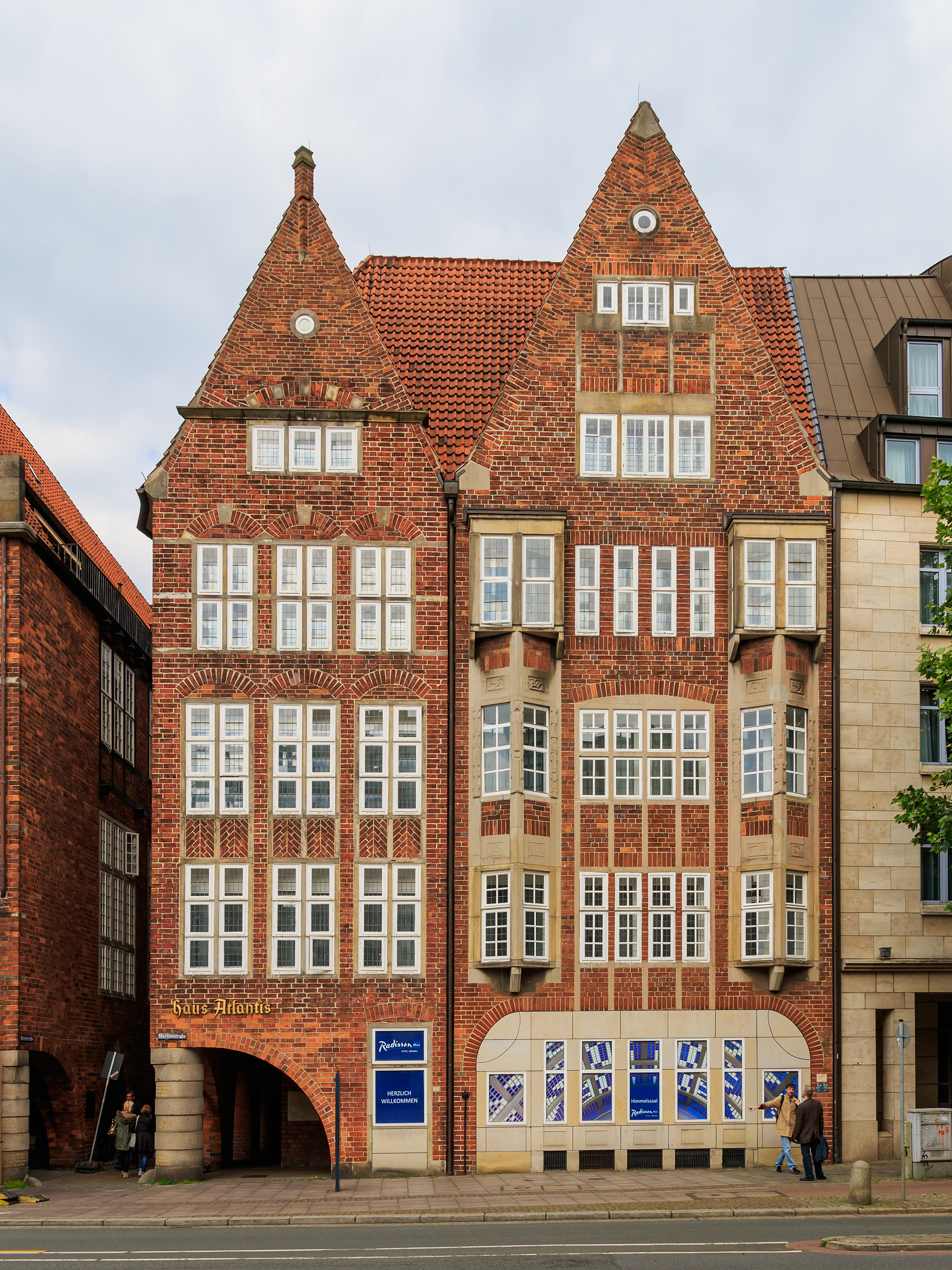
Maison Atlantis

- Maison du Carillon
- Maison Roselius
- Maison Paula-Becker-Modersohn